# دهستان جاغرق
دهستان جاغرق، دهستانی از توابع بخش طرقبه شهرستان طرقبه شاندیز در استان خراسان رضوی ایران است. تأسیس این دهستان در جلسه هیئت وزیران در تاریخ ۲۹ مهر ۱۳۸۶ به تصویب رسید.

## جمعیت
براساس سرشماری عمومی نفوس و مسکن در سال ۱۳۹۰ جمعیت دهستان جاغرق ۴٬۷۵۵ نفر (۱٬۴۸۱ خانوار) بوده‌است.